# Campylandra tui
Campylandra tui là một loài thực vật có hoa trong họ Măng tây. Loài này được (F.T.Wang & Tang) M.N.Tamura, S.Yun Liang & Turland mô tả khoa học đầu tiên năm 2000.